# 广东绿道
广东绿道（原珠江三角洲绿道）是中华人民共和国广东省的一个绿道网络，总长度约8770千米，由10条线路组成，覆盖整个广东省范围。

## 历史

### 珠江三角洲绿道
2010年，广东省住房和城乡建设厅印发《珠江三角洲地区绿道网总体规划纲要》，其中包含总长度约为1690千米的由6条主线、4条连接线、22条支线和4410平方公里绿化缓冲区组成的绿道网络，覆盖珠三角9个地市。同时时任广东省省委书记汪洋提出了“一年基本建成，两年全部到位，三年成熟完善”的工作目标。
2011年1月5日，珠江三角洲绿道网实现全线贯通并举行贯通仪式，标志着“一年基本建成”任务完成。

### 广东绿道
2012年5月9日，广东省人民政府批复《广东省绿道网建设总体规划（2011-2015年）》，该规划主要对原有珠江三角洲绿道网进行延长和扩充，延长6条线路中的5条，并新增4条新线路，组成由10条干线等线路组成的约8770千米的覆盖全省的绿道网络。

## 线路

### 主线和支线
主线在沿线路牌中以字母“P”作为后缀，支线以字母“B”作为后缀，如“1P”代表1号线主线，“3B”代表3号线支线。

#### 1号线
广东绿道1号线西起湛江市雷州珍稀水生动物自然保护区，东至肇庆市封开县大旺镇，经湛江、茂名、阳江、江门、珠海、中山、广州、云浮、肇庆共9个地市，全长约1990千米，以滨海及滨河风光为主要特色。本线另设有鼎湖山支线等8条支线。

#### 2号线
广东绿道2号线北起韶关市龙仙镇，东至潮州市镇风塔，经韶关、广州、东莞、深圳、惠州、汕尾、揭阳、汕头、潮州共9个地市，全长约1620千米，以山川田海为主要特色。本线另设有十字窖支线等4条支线。

#### 3号线
广东绿道3号线西起江门市帝都温泉，东至河源市枫树坝水库，经江门、佛山、广州、东莞、惠州、河源共6个地市，全长约750千米，以文化休闲为主要特色。本线另设有开平碉楼群支线等6条支线。

#### 4号线
广东绿道4号线北起清远市清涟公园，南至珠海市御温泉度假村，经清远、广州、佛山、中山、珠海共5个地市，全长约320千米，以生态和都市休闲为主要特色。本线另设有鲤鱼沙湿地支线1条支线。

#### 5号线
广东绿道5号线北起惠州市罗浮山自然保护区，南至深圳市银湖森林公园，经惠州、东莞、深圳共3个地市，全长约170千米，以生态和都市休闲为主要特色。

#### 6号线
广东绿道6号线北起韶关市南雄市珠玑巷，南至江门市银湖湾湿地（涵盖大广海湾），经韶关、清远、佛山、江门共4个地市，全长约1140千米，以滨水休闲为主要特色。本线另设有两江并流湿地支线等3条支线。

#### 7号线
广东绿道7号线北起云浮市郁南县大王山森林公园，南至阳江市江城区西部，经云浮、阳江共2个地市，全长约410千米，以滨水休闲为主要特色。

#### 8号线
广东绿道8号线北起梅州市五华县安流镇，南至汕头市澄海区金鸿公园，经梅州、潮州、揭阳、汕头共4个地市，全长约700千米，以客家文化及潮汕文化体验为主要特色。

#### 9号线
广东绿道9号线北起茂名市信宜市天马山风景区，南至湛江市吴川市黄坡镇，经茂名、湛江共2个地市，全长约270千米，以江海城为主要特色。

#### 10号线
广东绿道10号线东起肇庆市德庆县新圩镇山地，西至汕尾市莲花山森林公园，经肇庆、清远、韶关、河源、梅州、汕尾共6个地市，全长约1400千米，以山地旅游河生态保育为主要特色。

### 连接线

#### 1号-2号-4号连接线
起于广州白海面，沿流溪河经唐阁公园，由荔湾湖公园沿珠江向北与4号线汇合，全长约41公里。

#### 1号-4号连接线
起于中山市与珠海市交界处，向北连接温泉度假村后，与4号线汇合于岐澳古道遗址，全长约19公里。

#### 2号-3号连接线
起于广州从化温泉度假区，向南经大尖山森林公园，沿派潭河经白水寨至东莞接3号线，全长约80公里。

#### 1号-3号连接线
起于1号线二沙岛，经瀛洲生态园、长隆水上乐园至番禺中心公园接3号线，全长约26公里。